# Macrojoppa tricolor
Macrojoppa tricolor là một loài tò vò trong họ Ichneumonidae.